# 18161 Koshiishi
18161 Koshiishi (tên chỉ định: 2000 PZ12) là một tiểu hành tinh vành đai chính. Nó được khám phá thông qua BATTeRS survey ở Bisei Spaceguard Center ở Bisei, Okayama Prefecture, Nhật Bản, ngày 7 tháng 8 năm 2000. Nó được đặt theo tên Hajime Koshiishi, nhà thiên văn học Nhật Bản và là thành viên thuộc Hiệp hội bảo vệ không gian Nhật Bản.